# Kněžpole
Kněžpole je obec v okrese Uherské Hradiště ve Zlínském kraji. Žije zde přibližně 1 100 obyvatel. Obec je členem Sdružení měst a obcí východní Moravy a Regionu Za Moravú.

## Poloha
Rozkládá se v rozsáhlé rovině Dolnomoravského úvalu na levém břehu řeky Moravy, která tvoří přirozenou západní hranici obecního katastru. Mezi jejími vodami a obcí se na ploše 333 hektarů rozprostírá lužní Kněžpolský les. Většina zbývající plochy katastru je zemědělsky obdělávána, včetně jeho kopcovité jižní části.

## Historie
První písemná zmínka o obci pochází z roku 1220 (Zneispole). Historické názvy obce: Zneispole (1220), Knesepole (1228), Gnespul (1372), Kniezpole (1522), Kniespol (1751) či Kněžpol (1918).
Obec měla v roce 2001 255 trvale obydlených domů.

## Archeologické nálezy na území obce
V roce 1967 byla při zemních pracích na kněžpolské vodárně v hloubce 2,5 metru nalezena část pánevní kosti mamuta. V únoru 1975 byl při těžbě štěrku z „Kanady“ – slepého ramene řeky Moravy - vybagrován z hloubky 4 metrů úlomek lopatky Mamuta.
Kromě už zmíněného nálezu mamutí lopatky se také nalezl kamenný sekeromlat a hrob franckého bojovníka. Dále byly na kněžpolském katastru objeveny i pozůstatky pleistocenní fauny.

## Obyvatelstvo
| Rok            | 1869 | 1880 | 1890 | 1900 | 1910 | 1921 | 1930 | 1950 | 1961 | 1970  | 1980  | 1991  | 2001  | 2011  | 2021  |
| -------------- | ---- | ---- | ---- | ---- | ---- | ---- | ---- | ---- | ---- | ----- | ----- | ----- | ----- | ----- | ----- |
| Počet obyvatel | 603  | 664  | 687  | 714  | 804  | 832  | 788  | 849  | 979  | 1 009 | 1 098 | 1 025 | 1 059 | 1 098 | 1 074 |
| Počet domů     | 104  | 115  | 118  | 125  | 132  | 146  | 178  | 205  | 212  | 229   | 249   | 273   | 276   | 315   | 332   |

## Obecní správa

### Obecní symboly
Znak a vlajka byly obci uděleny rozhodnutím předsedy Poslanecké sněmovny Parlamentu České republiky dne 5. října 2004.

## Pamětihodnosti
- Krucifix – zničen zásahem blesku 13. června 2007, obnoven 2009
- Kostel svaté Anny

## Galerie

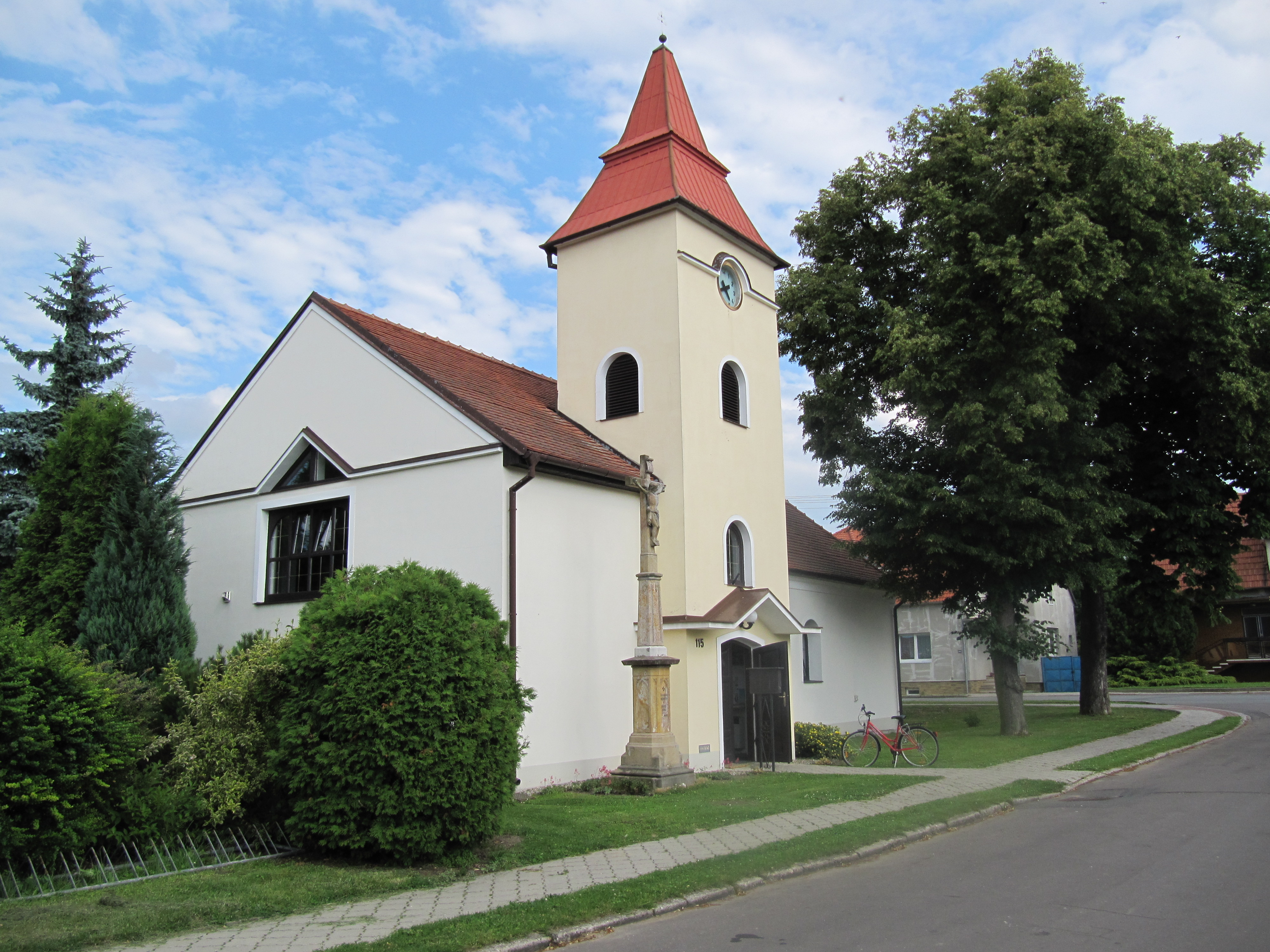
Kostel svaté Anny
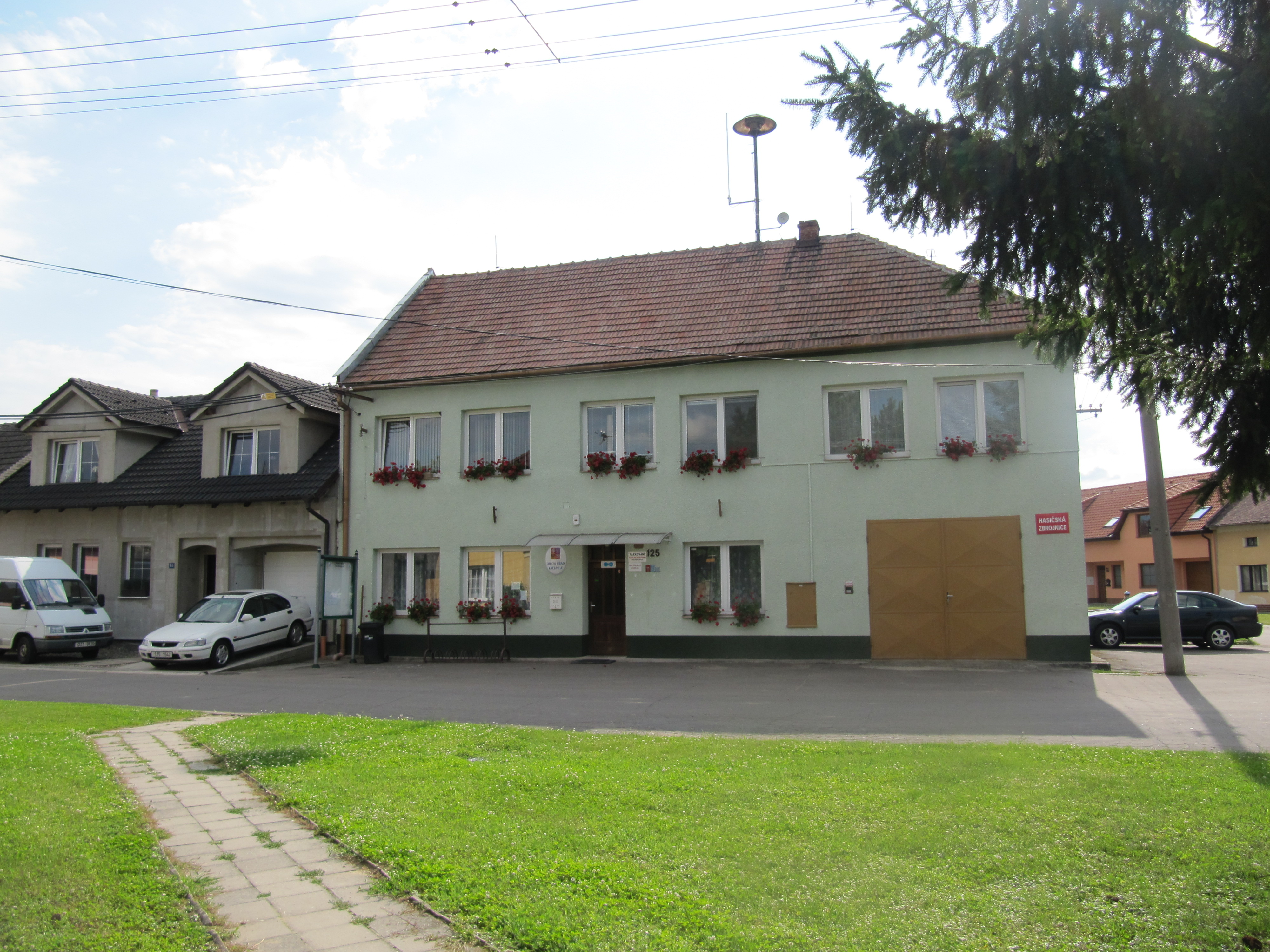
Obecní úřad
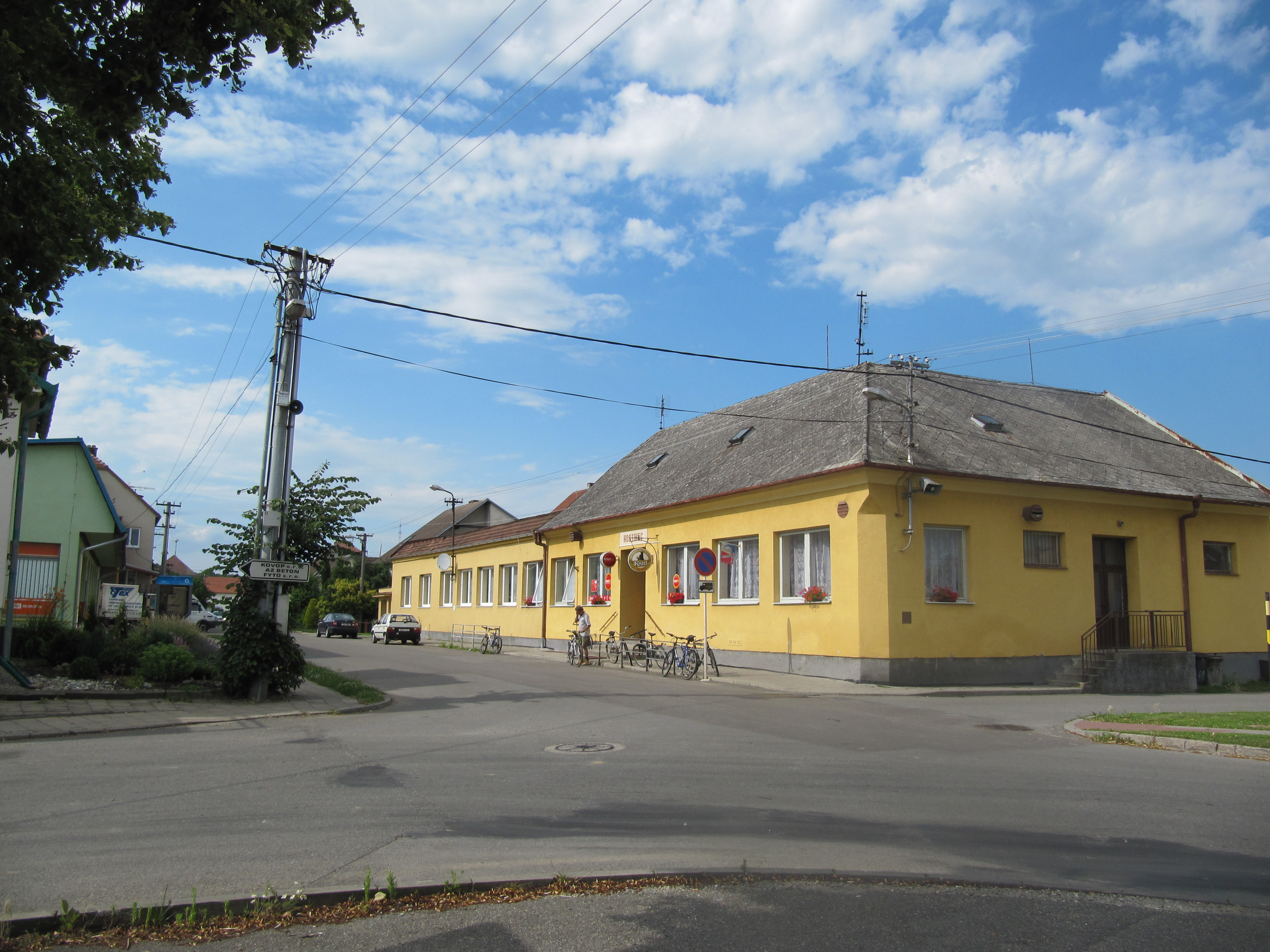
Hospoda
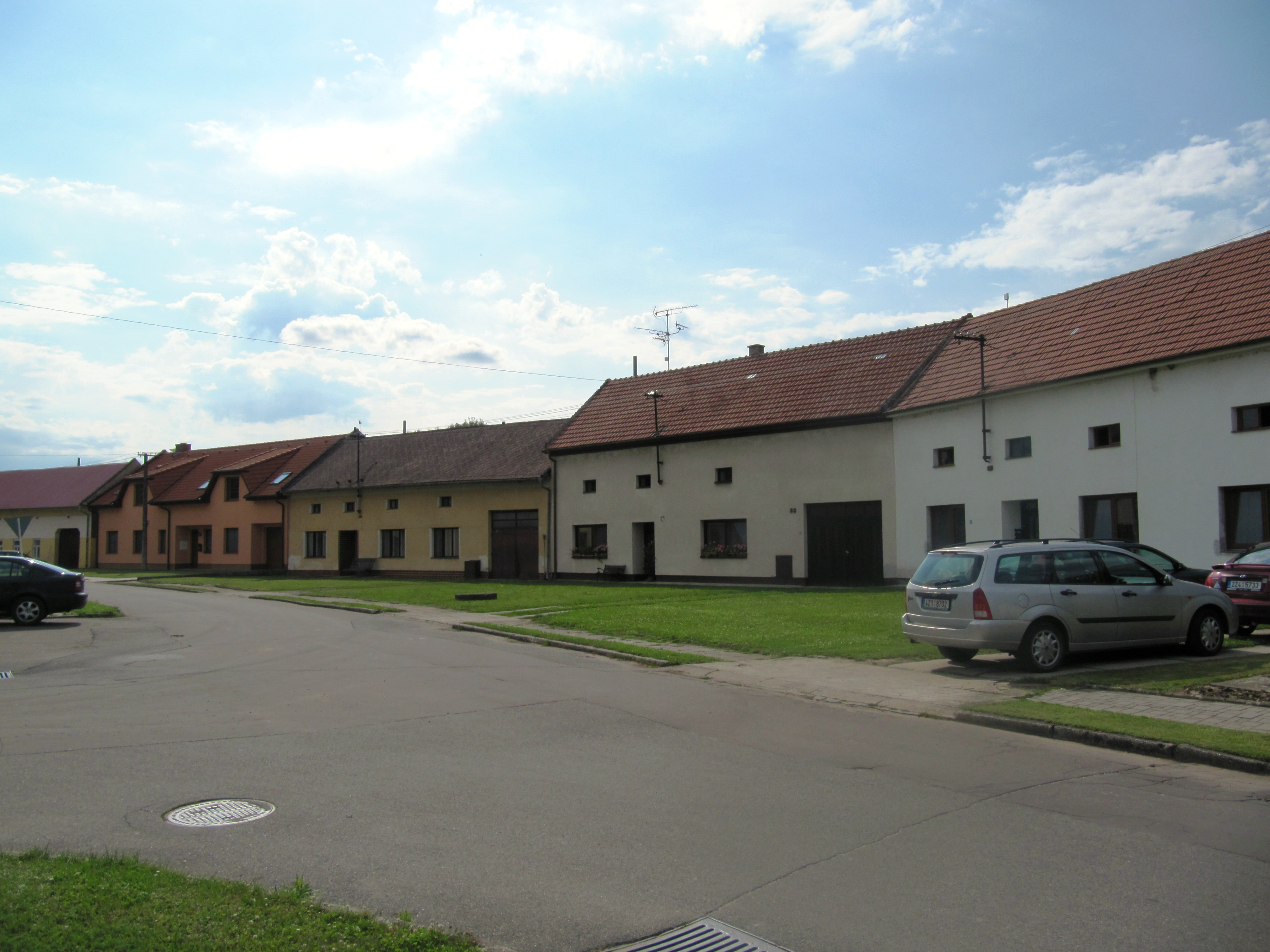
Tradiční zástavba
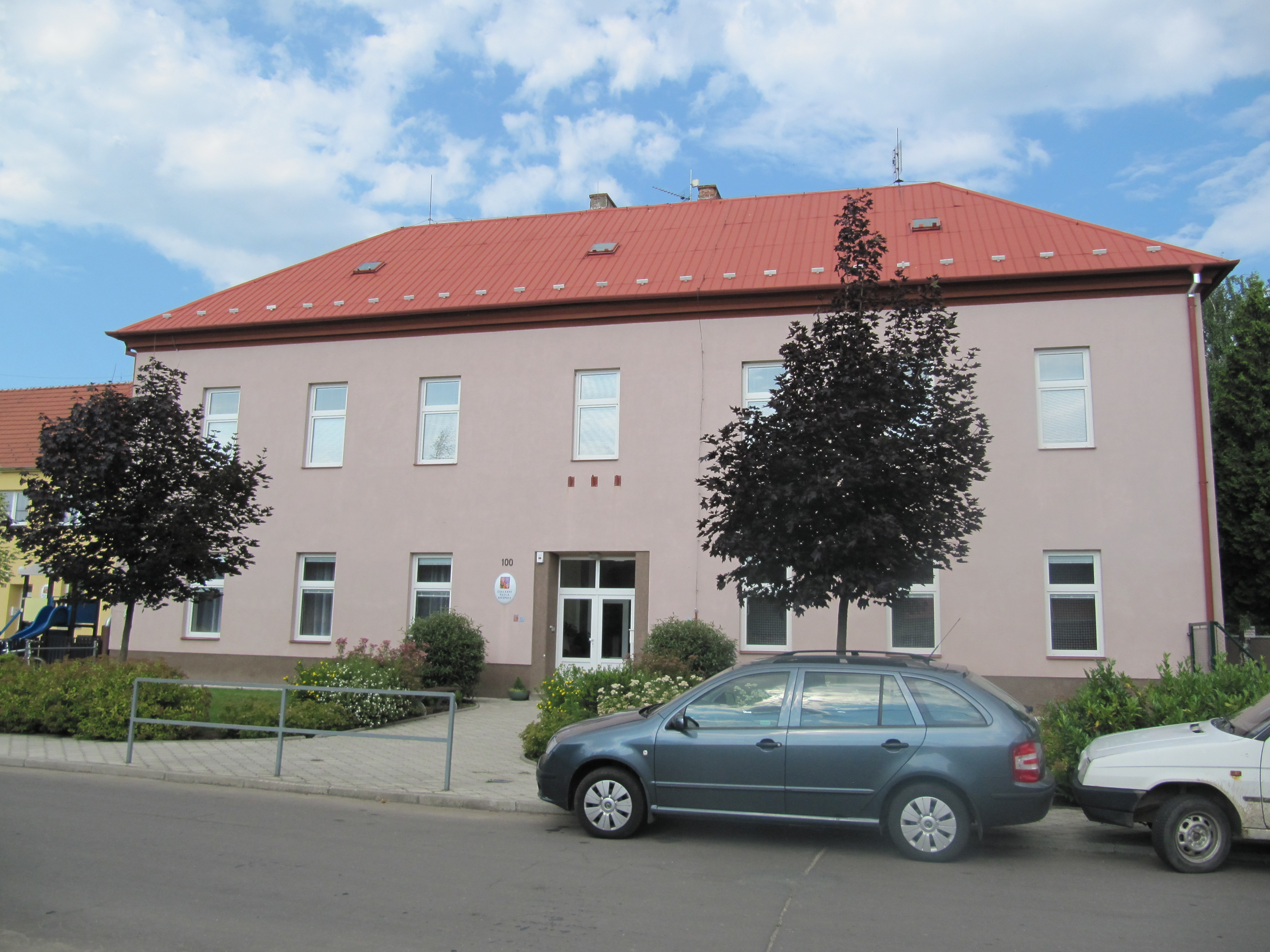
Základní škola
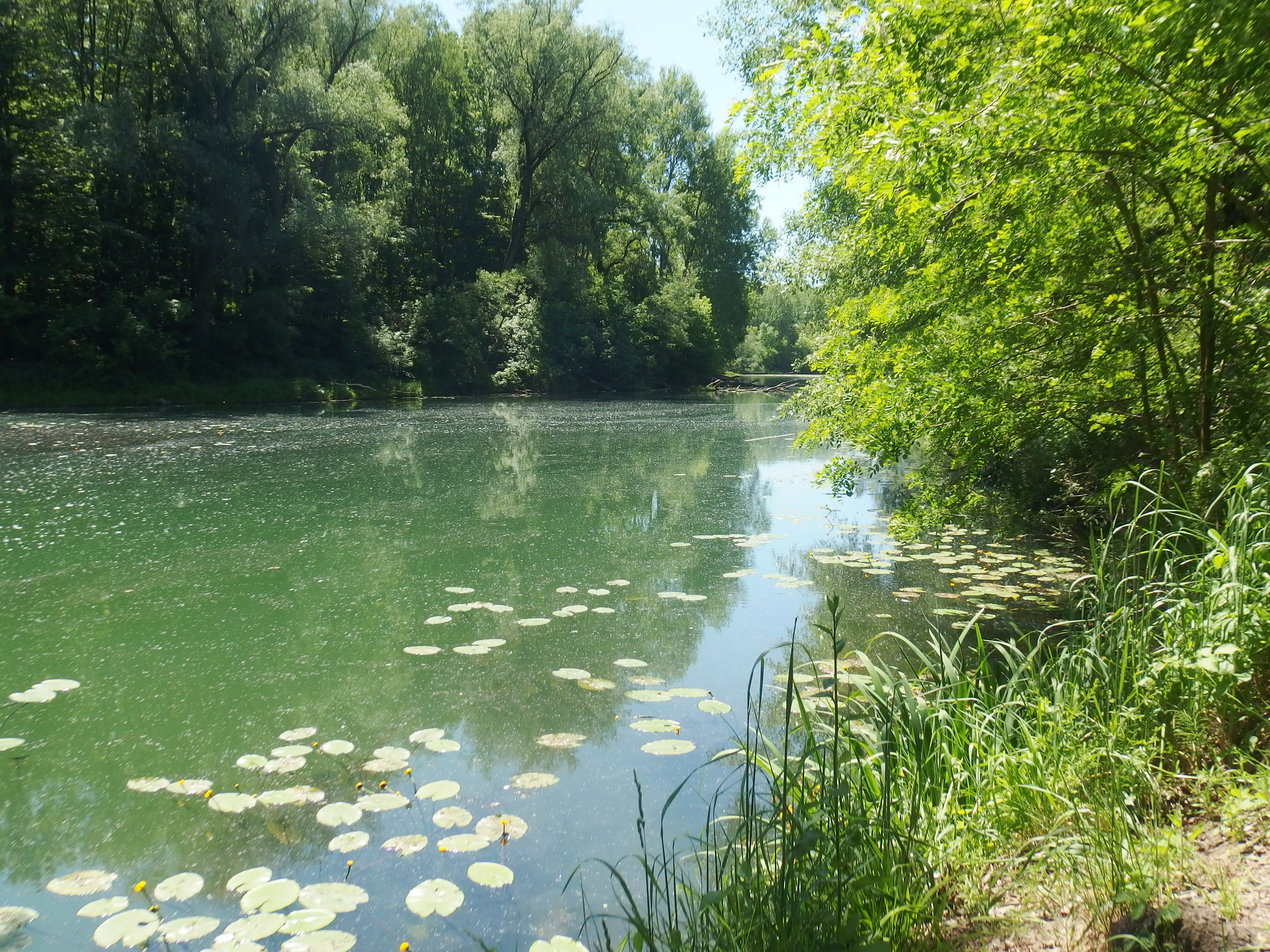
Přírodní rezervace Kanada